# Osymyso
Osymyso (nombre real Mark Nicholson) es un músico y DJ del Reino Unido quién especializa en los géneros de mashup/bastard pop y breakbeat. Ha estado haciendo música desde entonces 1994 y lanzó su primer álbum, Welcome to the Pailindrome, en 1999. Canciones qué  ha creado incluye "Pat n Peg", el cual convierte un argumento entre dos personajes EastEnders en una pista musical a través del looping de los gritos You bitch! y You cow! y además la adición de un ritmo hip-hop, e "Intro-Inspection". En una encuesta de 2002 acerca de ese género incluida en su página de frente, The New York Times remarcó sobre "Intro-Inspection" y describió a Osymyso como "uno de los artistas bootleg más populares".

## Carrera
Osymyso Utiliza Cubase y WaveLab en un PC para hacer música. En entrevistas, Osymyso ha indicado que le toma una semana hacer una pista musical que no contenga ningún sample preexistente, pero que pueda componer una pista bootleg en cuestión de horas.
En 2005, Osymyso se puso la tarea de lanzar una pista musical corta cada semana durante 50 semanas, un proyecto  que él nombró como 05ymy50. Aun así, el progreso era más lento de lo esperado, y para el final de ese año sólo 15 pistas musicales habían sido completadas. A pesar de esto, Osymyso sintió que el proyecto era al menos un éxito parcial: algunos de esas pistas musicales han sido lanzadas en vinilo por Juno Records, y Osymyso ha indicado que finalmente pueda acabar el proyecto.
Proporcionó una pista musical llamada "Space Jam" para el reestreno de 2004 de la serie de televisión Spaced completa con Simon Pegg y Edgar Wright, el cual utiliza samples de diálogos de esa serie encima de un ritmo dance. También produjo el álbum de banda sonora para la película Shaun of the Dead de 2004, y fue el responsable de una pista musical en la banda sonora de Hot Fuzz de 2007. Osymyso también proporcionó siete "trailer remixes" para la película Scott Pilgrim vs. the World de Edgar Wright. Pegg también contribuyó con las partes de percusión para el proyecto 05ymy50.
Osymyso ha remixado el corte de Chris Morris sobre George W. Bush de "Bushwacked 2" y cortometraje My Wrongs 8245-8249 and 117 de Morris, el cual está disponible en el lanzamiento para DVD.
Él más notablemente creó un "Birthday Mix" del exitoso tema "Twenty Years" de Placebo que aparece en formato CD del sencillo. 2009 tuvo a Osymyso produciendo un remix de 60 minutos para Warp Records para su conjunto de caja de 20° Aniversario conjunto.
Osymyso produjo un remix para el show The Breezeblock de Mary Ann Hobbs en BBC Radio One.

## "Intro-Inspection"
"Intro-Inspection" es una canción bastard pop de Osymyso. Se establece aparte de otras canciones de su género por poner juntas las intros de cien canciones bien conocidas diferentes —todas de artistas diferentes— en una sola canción larga de doce minutos.
"Intro-Inspection" nunca fue lanzada oficialmente, a pesar de que tuvo una cantidad muy limitada de CDs y copias de vinilo impresas. Por tanto nunca se registró en ningún ranking oficial.

### Lista de samples utilizadas para Intro-Inspection
1. "Rivers of Babylon" – Boney M
2. "Wild Thing" – The Troggs
3. "Hello" – Lionel Richie
4. "Fairground" – Simply Red
5. "Hey Jude" – The Beatles
6. "Vienna" – Ultravox
7. "Unchained Melody" – The Righteous Brothers
8. "Bela Lugosi's Dead" – Bauhaus
9. "I Get Around" – The Beach Boys
10. "Tainted Love" – Soft Cell
11. "Bohemian Rhapsody" – Queen
12. "No Woman, No Cry" – Bob Marley
13. "Hound Dog" – Elvis Presley
14. "Drinking in L.A." – Bran Van 3000
15. "99 Luftballons" – Nena
16. "The Lovecats" – The Cure
17. "...Baby One More Time" – Britney Spears
18. "Walk on the Wild Side" – Lou Reed
19. "Can't Get Enough of Your Love, Babe" – Barry White
20. "True" – Spandau Ballet
21. "Leader of the Pack" – The Shangri-Las
22. "The Message" – Grandmaster Flash
23. "Wannabe" – Spice Girls
24. "Pure Shores" – All Saints
25. "Eye of the Tiger" – Survivor
26. "Only You" – Flying Pickets
27. "Need You Tonight" – INXS
28. "Come on Eileen" – Dexys Midnight Runners
29. "Praise You" – Fatboy Slim
30. "Down Under" – Men at Work
31. "Pump up the Volume" – MARRS
32. "I Heard It Through the Grapevine" – Marvin Gaye
33. "Relax" – Frankie Goes to Hollywood
34. "3 a.m. Eternal" – The KLF
35. "I Should Be So Lucky" – Kylie Minogue
36. "Don't You Want Me" – The Human League
37. "I Will Always Love You" – Whitney Houston
38. "I Will Survive" – Gloria Gaynor
39. "Theme from Shaft" – Isaac Hayes
40. "The Pink Panther Theme" – Henry Mancini
41. "Is There Something I Should Know?" – Duran Duran
42. "Groove Is in the Heart" – Deee-Lite
43. "Sweet Dreams (Are Made of This)" – Eurythmics
44. "Oh Yeah" – Yello
45. "Song 2" – Blur
46. "Blue Monday" – New Order
47. "Baggy Trousers" – Madness
48. "You Really Got Me" – The Kinks
49. "Sweet Child o' Mine" – Guns N' Roses
50. "Wipe Out" – The Surfaris
51. "Pretty Fly (for a White Guy)" – The Offspring
52. "Firestarter" – The Prodigy
53. "Barbie Girl" – Aqua
54. "I'm a Believer" – The Monkees
55. "Anarchy in the U.K." – Sex Pistols
56. "I've Never Been to Me" – Charlene Duncan
57. "(I Can't Get No) Satisfaction" – The Rolling Stones
58. "Disco 2000" – Pulp
59. "Everybody's Free (To Wear Sunscreen)" – Baz Luhrmann
60. "Disco Inferno" – The Trammps
61. "Like a Prayer" – Madonna
62. "China in Your Hand" – T'Pau
63. "Just Can't Get Enough" – Depeche Mode
64. "Music Sounds Better with You" – Stardust
65. "My Name Is" – Eminem
66. "Shout" – Lulu
67. "I Feel for You" – Chaka Khan
68. "Take a Chance on Me" – ABBA
69. "The Power of Love" – Huey Lewis and the News
70. "Killer" – Adamski
71. "Bad" – Michael Jackson
72. "Always Look on the Bright Side of Life" – Eric Idle
73. "Tom's Diner" – Suzanne Vega
74. "West End Girls" – Pet Shop Boys
75. "Oh, Pretty Woman" – Roy Orbison
76. "I Just Called to Say I Love You" – Stevie Wonder
77. "Let's Dance" – David Bowie
78. "All Right Now" – Free
79. "Smells Like Teen Spirit" – Nirvana
80. "Stayin' Alive" – Bee Gees
81. "Israelites" – Desmond Dekker
82. "The Power" – Snap!
83. "The Safety Dance" – Men Without Hats
84. "I Just Wanna Make Love to You" – Etta James
85. "Lust for Life" – Iggy Pop
86. "My Generation" – The Who
87. "Take My Breath Away" – Berlin
88. "Red Red Wine" – UB40
89. "These Boots Are Made for Walkin'" – Nancy Sinatra
90. "It's Not Unusual" – Tom Jones
91. "Johnny B. Goode" – Chuck Berry
92. "Bring It All Back" – S Club 7
93. "A Whiter Shade of Pale" – Procol Harum
94. "He Ain't Heavy, He's My Brother" – The Hollies
95. "Imagine" – John Lennon
96. "Turn On, Tune In, Cop Out" – Freak Power
97. "Little Fluffy Clouds" – The Orb
98. "Total Eclipse of the Heart" – Bonnie Tyler
99. "I'm Not in Love" – 10cc
100. "Temptation" – Heaven 17
101. "My Way" – Frank Sinatra
102. "Albatross" – Fleetwood Mac
103. "The End" – The Doors